# 穆萨瓦特党
穆萨瓦特党（直译：平等党）是阿塞拜疆历史最悠久的政党，于1911年由梅姆德·埃明·拉蘇爾扎德等人在巴库秘密建立，其宗旨包括维护穆斯林民族团结、恢复穆斯林国家独立以及支持争取独立的穆斯林国家。在阿塞拜疆民主共和国成立后，穆萨瓦特党成为该国的主要政治力量。后因布尔什维克入侵，该党逐渐停止在阿塞拜疆的活动，1923年完全停止活动。1922年末至1923年初，该党在流亡中开始活动，成立了外国局，并于1923年在伊斯坦布尔成立阿塞拜疆国家中心。该党在阿塞拜疆第二次独立时复兴，成为反对执政的新阿塞拜疆党的主要反对派之一。
苏联领导人拉夫连季·贝利亚曾为该党反情报部门工作。